# OHB-System
« OHB » redirige ici. Pour les autres significations, voir OHB (homonymie).

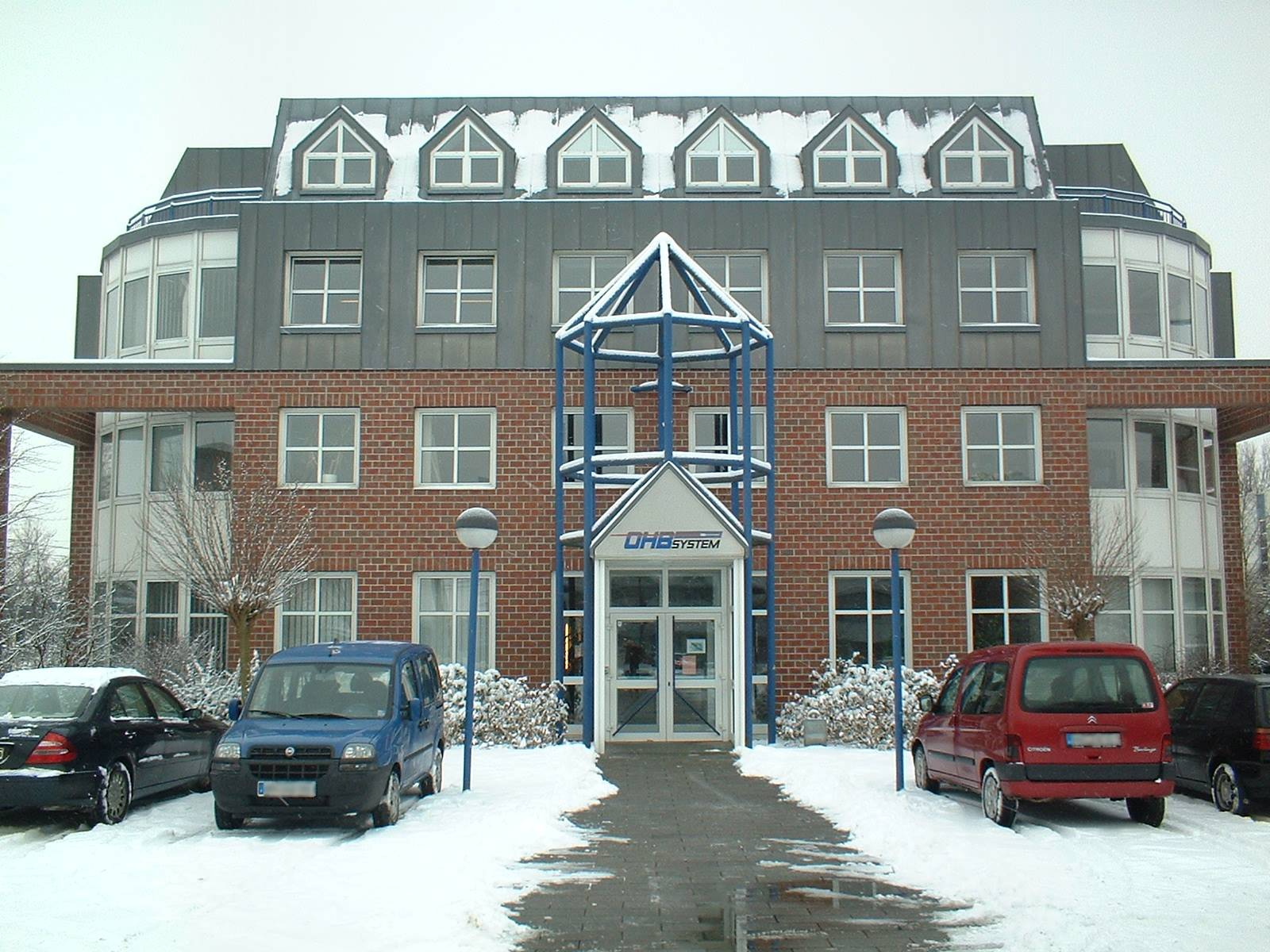
OHB-System, édifice # 3.

OHB-System (Orbitale Hochtechnologie Bremen, allemand pour « Haute technologie orbitale de Brême »), initialement Otto Hydraulik Bremen, est une entreprise du domaine spatial située à Brême, en Allemagne, ayant son origine dans OHB-Technology AG. 
OHB-System est un fournisseur de systèmes dans les domaines de la télématique, de la technologie spatiale et des services pour la sécurité et les satellites.
La société est fondée en 1958 en tant qu'équipementier de systèmes pour la marine et ses activités glissèrent vers l'ingénierie spatiale en 1981 quand elle est reprise par le professeur Manfred Fuchs (en). En 2012, OHB-System emploie environ 1 900 personnes.

## Filiales
Après une première période allemande, OHB a racheté des petits constructeurs actifs dans le secteur spatial depuis 2006
| Secteur                 | Filiale              | Lieu                      | Forme juridique | Participation |
| ----------------------- | -------------------- | ------------------------- | --------------- | ------------- |
| Système spatial         | OHB System           | Brême et Oberpfaffenhofen | AG              | 100%          |
| Système spatial         | OHB Italia           | Milan                     | S.p.A.          | 100%          |
| Système spatial         | LuxSpace             | Betzdorf                  | Sàrl            | 100%          |
| Système spatial         | Antwerp Space        | Anvers                    | N.V.            | 100%          |
| Système spatial         | OHB Sweden           | Stockholm                 | AB              | 100%          |
| Système spatial         | OHB Czechspace       | Klatovy et Brno           | s.r.o.          | 100%          |
| Système spatial         | OHB Hellas           | Athènes                   | mon.E.P.E       | 100%          |
| Aérospatial + Industrie | MT Aerospace         | Augsbourg                 | AG              | 70%           |
| Aérospatial + Industrie | MT Mechatronics      | Mayence                   | GmbH            | 70%           |
| Aérospatial + Industrie | MT Aerospace Guyane  | Kourou                    | S.A.S.          | 70%           |
| Aérospatial + Industrie | OHB Teledata         | Brême                     | GmbH            | 100%          |
| Aérospatial + Industrie | OHB Digital Services | Brême                     | GmbH            | 74.9%         |

## Programmes
OHB-System travaille sur de nombreux programmes prestigieux nationaux et internationaux relatifs aux petits satellites, aux vols habités, ainsi qu'aux technologies pour la sécurité et la reconnaissance.
Lors du salon aéronautique international de Berlin en 2006, la société présente :
- CONDOR / ARDS, un système modulaire de reconnaissance aérienne.
- Mona Lisa, une étude de planification et de mise en œuvre d'un programme d'exploration lunaire.

En 2018, l'Institut Laue-Langevin et l'European Synchrotron Radiation Facility annoncent un partenariat avec OHB-System. Les capacités de ces organismes de recherche en matière de caractérisation des matériaux permettent à ce secteur de pointe d'accomplir de grands progrès techniques.

### Satellites de télécommunications et de télédétection
- BREMSAT
- SAFIR 1 et 2
- BIRD / RUBIN
- ABRIXAS
- SAR-Lupe, le premier système de reconnaissance par satellite allemand.
- Heinrich Hertz, satellite de télécommunications.
- HiROS, satellites d'observation infrarouge.

- E-SGA = acronyme allemand de « Européanisation de la reconnaissance assistée par satellite"
- FSLGS = French SAR-Lupe Ground Segment
- CPHD = Centre Principale HELIOS Allemagne
- MATS, satellite suédois de recherche sur les ondes atmosphériques[5]
- SmallGEO, satellite européen de démonstration technologique dans le domaine des télécommunications[6]
- EnMAP, satellite allemand de télédétection[7]
- SARah ,  satellite allemand de reconnaissance[8]
- Arctic Weather Satellite, satellite météorologique européen, construit par OHB Sweden[9].

### Micro-gravité à bord de l'ISS
Réalisation des racks pour la Station spatiale internationale :
- Laboratoire de fluidique.
- Modules européens de physiologie.

## Galileo
Le 7 janvier 2010, la Commission européenne attribue un contrat de 566 millions d'euros pour construire les 14 premiers satellites opérationnels du système de navigation satellitaire Galileo à OHB-System et Surrey Satellite Technology Limited (SSTL). Les deux premiers sont prêts en octobre 2012.
Le 2 février 2012, OHB-System remporte un nouveau contrat de 255 millions d'euros, portant sur 8 satellites complémentaires.
En 2013, un retard important est annoncé pour le programme à cause de la défaillance d'OHB, ceux-ci faisant appel à une aide d'Astrium et de Thales Alenia Space, valant une polémique quant à la gouvernance du programme et le choix d'OHB,.
Le lancement du satellite H36W-1 a été effectué au début de l'année 2017, via la plate-forme SGEO. D'autres missions basées sur cette plateforme sont prévues.

## Météosat troisième génération
En 2011, OHB-System est choisie par Thales Alenia Space, maître d'œuvre du programme Météosat troisième génération (MTG) pour fournir les plates-formes des satellites, ainsi que la réalisation des deux sondeurs analysant la colonne d'atmosphère entre le satellite et la Terre, le tout pour un contrat de 750 millions d'euros, nécessitant l'embauche de 40 % d'effectifs supplémentaires.